# Mare Vint
Mare Vint, nacida Mare Mänd, (Tallin, 15 de septiembre de 1942 - 10 de mayo de 2020) fue una artista gráfica estonia. En su obra, Vint representaba sobre todo un «paisaje ideal».

## Biografía
Vint nació en Tallin, donde se graduó en la 9ª Escuela Secundaria en 1961. De 1962 a 1967 estudió en el Instituto Estatal de Arte de la RSS de Estonia; se graduó como artista del vidrio. De 1967 a 1969 trabajó como profesora de arte en un instituto de Tallin, y después como artista independiente. Desde 1973 es miembro de la Unión de Artistas Estonios.
Comenzó con dibujos abstractos en gouache a finales de la década de 1960, pero pronto pasó al arte gráfico influenciado por la cultura japonesa.
Desde 1972 se dedica al dibujo a tinta y lápiz, y sobre todo a la litografía. En la obra de Mare Vint, de la segunda mitad de la década de 1960 y principios de la de 1970, surgió un estilo caracterizado por el contraste blanco y negro de los dibujos, en el que el color es más condicional.

## Premios y reconocimientos
Fue condecorada con la Orden de la Estrella Blanca de IV clase, en 2015. También recibió otros premios como, Premio Jaan Jensen Book Graphics (1985), Trienal Internacional de Dibujo Manu Propria, diploma (2009), Premio Anual de Arte Gallery-G (2007), Premio Kristjan Rau (2001), 9ª Trienal de Grabado de Tallin, premio especial (1992), 8ª, 7ª y 4ª Trienal de Grabado de Tallin, diplomas (1989, 1986 y 1977 respectivamente) y en 2019 Premio Fondo de dotación cultural de Estonia para las artes visuales y aplicadas.